# Изоентропијски процес
Изоентропијски процес је реверзибилни адијабатски процес код ког ентропија термодинамичког система остаје непромењена.